# ISketch
iSketch is een internet tekenspelletje voor alle leeftijden, vergelijkbaar met Pictionary, en verscheen in 1999. Nadat Adobe Inc. hun Shockwave-pakket niet meer ondersteunde , werd het spel enige tijd nadien offline gezet. De website bestaat nog en via zoekmachines kan men nog bepaalde pagina's bereiken, maar het spel zelf kan niet meer gespeeld worden.

## Spelverloop
Spelers  krijgen om de beurt de gelegenheid tot het tekenen van een woord (gebruikmakend van een muis of tekentablet) terwijl de rest het woord moet raden. Het spel is opgedeeld in kamers (zogenaamde rooms) waar meer dan 20 verschillende talen en 200 verschillende thema's beschikbaar zijn. Variërend van makkelijk (easy) tot moeilijk (expert). Daarnaast kunnen spelers ook hun eigen kamer starten (create custom room) waar zij dan zelf de regels en de woordenlijst mogen bepalen. Spelers hebben ook de mogelijkheid in hun privé-'studio' te oefenen en hun tekeningen te delen met anderen.
Wat ongebruikelijk is bij online spelletjes is dat iSketch gevrijwaard is van agressieve advertenties en geen registratie noodzakelijk is om te spelen. Het is wel te adviseren eerst de spelregels (instructions) te lezen alvorens te spelen. Over het algemeen moet de spelers mentaliteit sociaal ingesteld zijn.

## Moderatie
Het spel is over het algemeen zelfregulerend, spelers kunnen anderen skippen voor het schrijven van letters of andere overtredingen. Daarnaast zijn er ook beheerders (Administrators) die op vrijwillige basis actief zijn.
Een speler die 3 waarschuwingen van medespelers krijgt voor een teken-overtreding wordt geskipt (skip). Een speler die 3 waarschuwingen van medespelers krijgt voor een andere overtreding wordt de room uitgezet (boot). Mocht een speler herhaaldelijk waarschuwingen krijgen dan zal deze na 1 waarschuwing van een medespeler al geskipt worden of uit de room gezet worden.
Administrators kunnen ingrijpen indien nodig. Ze geven spelers waarschuwingen of zullen deze de room uitzetten indien zij een overtreding begaan, afhankelijk van de ernst van de overtreding. Spelers die regelmatig het spel verstoren kunnen ook een permanente ban krijgen van een administrator. Een permanente ban is een permanente ontzegging voor het spelen van het spel en wordt gebruikt in uitzonderlijke situaties.

## Bekende problemen
Door beperkingen van de server capaciteit kan men soms bij het inloggen de melding krijgen "The server is currently full. Please try again later.". Na een aantal maal proberen lukt het meestal wel om in te loggen.
Valsspelen is mogelijk wanneer twee of meer mensen in dezelfde kamer antwoorden delen met behulp van bijvoorbeeld een instant messenger of een chatkanaal. Dit kan een probleem zijn voor spelers die niet weten hoe het "boot" mechanisme werkt.

## Systeemvereisten
iSketch vereist Adobe Shockwave - dat sinds 9 april 2019 niet meer gesupporteerd wordt -  om te kunnen spelen. Adobe Shockwave was enkel beschikbaar voor Windows en macOS, waardoor op Linux het programma Wine vereist is.